# Клавариадельфус пестиковый
Рога́тик пе́стиковый, клавариаде́льфус пестиковый (лат. Clavariadélphus pistilláris) — вид грибов, относящийся к роду Клавариадельфус, типовой вид рода.

## Описание
Плодовые тела 7—25(30) см высотой и до 2—6 см толщиной, неразветвлённые, булавовидной или цилиндрической формы. Поверхность у молодых грибов гладкая, затем становится продольно бороздчатой, окрашена в светло-жёлтые тона, затем становится насыщенно-охристой, при прикосновении темнеет до винно-коричневой.
Мякоть белая, у молодых грибов плотная, с возрастом становится мягкой, губчатой. Запах слабый, приятный, вкус обычно горьковатый.
Споры продолговато-эллиптические, 9—16×5—10 мкм, в массе белые или едва желтоватые.
Съедобный гриб низкого качества.

## Экология и ареал
Встречается обычно довольно большими группами, реже одиночно, в широколиственных лесах. Наиболее часто образует микоризу с буком.
Во многих регионах в связи с антропогенным воздействием на буковые леса становится редким видом. Внесён в Красные книги ряда государств — России (также внесён в региональные Красные книги 39 субъектов федерации), Украины, Македонии, Уэльса и других.

## Синонимы
- Clavaria pistillaris L., 1753basionym